# دنيس هود
دنيس هود (بالإنجليزية: Dennis Hood)‏ هو مدير واقتصادي وسياسي أسترالي، ولد في 12 يناير 1970 في أستراليا. حزبياً، نشط في حزب العائلة أولًا ‏ ( – 26 أبريل 2017) وحزب المحافظين الأستراليين (26 أبريل 2017 – 26 مارس 2018) وحزب أستراليا الليبرالي (فرع جنوب أستراليا) ‏ (26 أبريل 2017 – ). في 2006 South Australian state election ‏، انتخب عضو مجلس جنوب أستراليا التشريعي وقد انضم خلال فترته النيابية ‏ (18 مارس 2006 – )  للكتلة البرلمانية حزب العائلة أولًا ‏.